# Várdai Béla
Várdai Béla, születési nevén Weismann Béla (Németszentmihály, 1879. július 1. – Budapest, 1953. február 23.) gimnáziumi tanár, irodalomtörténész.

## Élete
Szatmárnémetiben érettségizett, a Pázmány Péter Tudományegyetemen magyar–latin szakos középiskolai tanári oklevelet szerzett. 1900–1904 között Beöthy Zsolt mellett az egyetem esztétikai gyűjteményének gyakornoka, 1905-től 1913-ig az III. kerületi állami főgimnázium  magyar és latin szakos tanára volt.  majd 1913-tól 1939-es nyugdíjazásáig a X. kerületi tisztviselőtelepi gimnázium tanára. 1911–1912 között Franciaországban a francia katolikus irodalmat tanulmányozta.
1932-től címzetes iskolaigazgatóként, 1936-tól iskolalátogatóként dolgozott.
Munkássága során megvédte Madách Imre Az ember tragédiáját a túlzó katolikusok borúlátó vádjával szemben, megmentette a feledéstől Gárdonyi Géza hátrahagyott műveit, katolikus erkölcsi szempontból elemezte Herczeg Ferenc regényeit.

## Művei
- Vida Jeromos poetikája. Ford. tanulmánnyal és jegyz. Budapest, 1900
- Tallérosy Zebulon Mindenváró Ádámhoz. Írta Jókai Mór. Bev. és jegyz. Uo., 1900 (M. Kvt. 193.)
- Petőfi Sándorról. Írta Jókai Mór. Bev. és jegyz. Uo., 1902 (Uaz 191.)
- A Jugurtha háború. Írta C. Salustius Crispus. Lat-ból ford. és bev. Uo., 1903 (Uaz 352/3.)
- Márczius 15-e. Felolv. Uo., 1905
- Hannibal útja az Alpeseken át. A rómaiak tört-ének XXI. kv-e. Írta Titus Livius. Lat-ból ford. és bev. Uo., 1906 (M. Kvt. 450/1.)
- Salamon Ferenc aesthetikai munkássága. Uo., 1907
- Egressy Gábor mint Shakespeare színész. Uo., 1909 (Klny. M. Shakespeare Társ.)
- Mikszáth Kálmán. Uo., 1910
- Benedetto Croce aesthetikája és legújabb irod-unk. Uo., 1911 (Klny. B. Szle)
- Katholicizmus és irod. Uo., 1921
- Ritkaságok régi boltja. Reg. Írta Ch. Dickens. Ford. Uo., 1922 (2. kiad. 1947)
- Madách Imre és Az ember tragédiája. Uo., 1924
- A 100 é. Manzoni-regény. Uo., 1927
- Benedetto Croce újabb esztétikai művei. Uo., 1928 (Klny. B. Szle)
- Dürer Albert. Uo., 1928
- Mo-i Szt Erzsébet. Írta Horn Emil. Rada István ford-át átd. Uo., 1931
- Masolini. Reg. Írta Tárczai György. Életr., bev. és tanulm. 2. kiad. Uo., 1933
- A m. irod. tört. írás örömünnepére. Uo., 1934
- Szatmári képek. Uo., 1936 (Klny. B. Szle)
- Pály Ede r. tag emlékezete. Uo., 1937 (A SZIA emlékbeszédei II. 7.)
- Divald Kornél pályakezdése. Uo., 1941 (Klny. SZIA Értes.)
- Rab m. tájakon. Uo., 1941. – Beszédei. Uo., 1943 (Klny. SZIA Értes.)
- Kincs István írói félszázada. Uo., 1942
- Gyászbeszédei. Uo., 1943 (Klny. SZIA Értes.)
- II. Rákóczi Ferenc elmélkedései és fohászai. A lat. és fr. szövegekből vál. és ford. Uo., 1946
- Mihályfi Ákossal 1922–28: társszerk., 1929. I–1933. XII: szerk. a Kat. Szlét, melytől önként megvált, amikor a folyóir-ból az elméleti cikkek miatt ki kellett hagynia a szépirod-at; szerk. 1929: A SZIA Nyelv- és Széptud. O. Értekezéseit.

## Betűjegyei
V. (Kat. Szle 1924); v.b. (Kat. Szle 1921/23).